# Jamilah Habsaoui
Jamilah Habsaoui, née le 6 septembre 1977 à Avallon (Yonne), est une préparatrice en pharmacie et femme politique française, maire d'Avallon et conseillère régionale déléguée chargée de la ruralité de la région Bourgogne-Franche-Comté.

## Biographie
Elle a effectué sa scolarité dans la commune d'Avallon, et après des études à Dijon, en Côte-d'Or, décide d'y revenir pour exercer son activité professionnelle de préparatrice en pharmacie.

## Parcours politique
Aux élections régionales de 2015, elle figure sur la liste de l'Union de la gauche (PS-PRG) menée par Marie-Guite Dufay.
Ancienne membre du Parti socialiste, elle soutient Emmanuel Macron en tant que candidat à l'élection présidentielle de 2017.
En janvier 2021, elle est première adjointe du maire de l'époque, Jean-Yves Caullet, lorsqu'il annonce sa démission prochaine. Elle est désignée à sa succession le 11 mars 2021 par une large majorité du conseil municipal.
Aux élections régionales de 2021, elle figure à nouveau sur la liste menée par Marie-Guite Dufay,. Elle est réélue et devient déléguée à la ruralité. Sa délégation est suspendue le 10 avril 2024 dans le cadre de sa mise en examen pour trafic de stupéfiants (voir infra).

## Affaire des stupéfiants
Le 4 avril 2024, dans le cadre d'une opération « place nette », 70 kg de résine de cannabis, deux lingots d'or, 1 kg de cocaïne, 7 000 euros en espèces sont découverts dans une maison qui n'est pas sa résidence, mais lui appartenant, et dans laquelle résident son père et ses deux frères, dont l'un a été déjà condamné dans le passé pour  trafic de drogue,. Elle est placée en garde à vue avec au moins six autres personnes, dont deux de ses frères. 
Le 10 avril, l'avocat d'un de ses frères affirme que son client a reconnu les faits tout en la disculpant complètement ; elle aurait été tenue dans l'ignorance des faits incriminés. Le procureur de la République d'Auxerre annonce la mise en examen pour trafic de stupéfiants et l'incarcération de Jamilah Habsaoui.
Elle est libérée le 15 mai 2024 mais astreinte à un contrôle judiciaire lui interdisant de séjourner dans l'Yonne et, partant, de tenir son rôle de maire. Ce contrôle est assoupli en octobre 2024, lui permettant alors d'assumer son mandat local. Elle reprend donc ses fonctions le 11 octobre.
Le 11 décembre, France 3 Bourgogne-Franche-Comté révèle que les traces d'ADN féminin retrouvées sur la drogue saisie dans la maison, et qui aurait poussé au placement en détention provisoire de Jamilah Habsaoui, ne lui appartiendrait pas. Le 23 décembre, le juge chargé de l'affaire annule sa mise en examen, et la passe sous le statut de témoin assisté. Le parquet d’Auxerre annonce alors vouloir contester la décision « par toutes les voies offertes par le Code de procédure pénale ».